# Ching-a-Ling
Ching-a-Ling je singl americké raperky Missy Elliott, vydaný jako hlavní singl ze soundtracku Step Up 2 the Streets. Píseň se také objevila na jejím albu Block Party.
Singl měl premiéru na Myspace Missy Elliott a na jejích webových stránkách 10. ledna 2008,, a hned za týden debutoval na hitparádě Billboard Hot R&B/Hip-Hop Songs. Píseň byla dostupná na iTunes od 20. ledna 2008. Videoklip měl premiéru na MTV v pořadu TRL a na stanici BET v pořadu 106 & Park 4. února 2008. Video režíroval Dave Meyers a udělal jej jako kombinaci songů „Ching-a-Ling“ a „Shake Your Pom Pom“. Je to vůbec první 3D video a hostuje v něm japonská hip hopová taneční skupina U-Min.

## Umístění
| Žebříčky 2008                        | Nejvyšší pozice |
| ------------------------------------ | --------------- |
| U. S. Billboard Hot 100              | 60              |
| U. S. BillboardHot Rap Tracks        | 11              |
| U. S. BillboardHot R&B/Hip-Hop Songs | 28              |
| U. S. Billboard Pop 100              | 57              |
| Kanada – singly                      | 58              |
| Anglie – R&B Download Chart          | 13              |
| Německo – singly                     | 89              |
| Nový Zéland – singly                 | 24              |
| Portugalsko – singly                 | 42              |